# Teobaldo Barbosa
Teobaldo Vasconcelos Barbosa (São José da Lage, 31 de março de 1929 – Maceió, 22 de março de 1999) foi um advogado e político brasileiro que foi governador (1982-1983) de Alagoas.

## Biografia
Filho de Antônio Barbosa da Costa e Ana Vasconcelos Barbosa. Professor, foi chefe de gabinete do governador Arnon de Melo. Bacharel em Ciências Jurídicas e Sociais em 1956 pela Universidade Federal de Alagoas, possui cursos de oratória pela referida instituição, curso de inglês pela Associação Brasil-EUA em 1967 e curso da Associação dos Diplomados da Escola Superior de Guerra (ADESG) em 1970.
Integrante da Comissão Alagoana de Folclore e do Instituto Brasileiro de Educação, Ciência e Cultura (órgão brasileiro da UNESCO) em 1954, foi diretor da Gazeta de Alagoas em 1962 e é sócio-proprietário da Bandeirante Organização Imobiliária Ltda (BORGIL) em Maceió.
Na política foi membro do diretório municipal da UDN na capital alagoana onde foi eleito vereador em 1954 e 1958 integrando, mais tarde, o diretório estadual. Presidente do diretório estadual da ARENA, foi eleito deputado estadual em 1966 e 1970 e deputado federal em 1974. Escolhido vice-governador de Alagoas na chapa de Guilherme Palmeira em 1978, ingressou no PDS e assumiu o governo em 1982 quando o titular renunciou para concorrer ao Senado.